# Nicholas Pope
Nicholas Pope, né le 17 décembre 1984 à Glasgow en Écosse, est un joueur de basket-ball professionnel français. Il occupe le poste d'ailier. Il est le fils de Derrick Pope, ancien basketteur professionnel franco-américain. Il signe le 30 juin 2015 avec Boulazac Basket Dordogne

## Biographie
Formé au BCM Gravelines Dunkerque, club où son père évolue, Nicholas Pope part ensuite faire ses études au sein de l'Université de Géorgie. Il commence sa carrière professionnelle en 2008 en France, pays dont il a pris la nationalité, avec l'ALM Évreux Basket, club de Pro B. Il y effectue une bonne première saison, et devient l'un des meilleurs joueurs de la division. Repéré par le staff du BCM, Pope s'engage avec le club maritime en 2009, comme son père l'avait fait dix ans auparavant.
Après une première saison délicate en Pro A, Nicholas Pope rejoint en 2010 le STB Le Havre. Il est sélectionné pour le All-Star Game en décembre 2011.
Le 30 juin 2015, il signe au Boulazac Basket Dordogne en Pro B.

## Carrière

### Centre de Formation
- 2001-2003 :  Coventry Crusaders

### Universitaire
- 2004-2007 :  Oklahoma Baptist University (NAIA)
- 2007-2008 :  North Georgia & State University (NCAA II)

### Professionnelle
- 2008-2009 :  ALM Évreux Basket (Pro B)
- 2009-2010 :  Basket Club Maritime Gravelines Dunkerque Grand Littoral (Pro A)
- 2010-2012 :  Saint Thomas Basket Le Havre (Pro A)
- 2012-2014 :  SLUC Nancy Basket (Pro A)
- 2014-2015 :  Saint Thomas Basket Le Havre (Pro A)
- 2015-2016 :  Boulazac Basket Dordogne (Pro B)
- 2016-2018 :  Saint Thomas Basket Le Havre (Pro B)

## Distinctions
- Sélectionné au All-Star Game 2011